# Sparekassen Danmark
Sparekassen Danmark er Danmarks største sparekasse med mere end 1.700 medarbejdere, fordelt på 69 steder. Sparekassen blev dannet den 1. september 2021 ved en ligeværdig fusion af Sparekassen Vendsyssel og Jutlander Bank. 
Selskabet er organiseret som en traditionel, selvejende garantsparekasse - som således ikke har aktionærer, men i stedet ejes af de kunder, som indskyder garantkapital.
I forbindelse med fusionen er der allokeret garantkapital til etablering af nye velgørende fonde, således at sparekassens fonde forventer at kunne udbetale 100 mio. kr. pr. år.

## Tidslinje
- 31. august 2023: Totalbanken bliver en del af Sparekassen Danmark
- 1. september 2021: Sparekassen Vendsyssel og Jutlander Bank fusionerer og skifter navn til Sparekassen Danmark
- 2. april 2025: Fusion med Sparekassen Djursland. Fusionen træder i kraft med tilbagevirkende kraft den 1. januar 2025.